# Groupe Les Républicains (Sénat)
Pour les articles homonymes, voir Groupe Les Républicains.
Le groupe Les Républicains (REP), anciennement groupe Union pour un mouvement populaire (UMP), est un groupe parlementaire de droite au Sénat français. Il regroupe principalement des sénateurs du parti Les Républicains, nouveau nom de l'UMP depuis 2015.
Avec 130 membres, il est actuellement le groupe le plus nombreux au Sénat. Le président du Sénat, Gérard Larcher, en est issu.

## Historique
Le groupe UMP est créé en 2002, lors de la création de l'UMP, par fusion des groupes du RPR (94 sénateurs), des Républicains et indépendants (associés à Démocratie libérale, 40 sénateurs sur 41) et des dissidents de l'Union centriste (représentant l'UDF, 29 sénateurs sur 54) et du Rassemblement démocratique et social européen (réunissant des élus de tendance radicale depuis le XIXe siècle, quatre sénateurs sur 21) ainsi qu'un non-inscrit.
Depuis 2014, il n'y a plus qu'un des huit sénateurs du Parti radical et un des treize sénateurs du Nouveau Centre à siéger au sein de ce groupe. S'y ajoutent plusieurs sénateurs divers droite. Il compte 126 membres, 4 apparentés et 13 rattachés. Il a détenu la majorité absolue (jusqu'en 2004) puis la majorité relative (jusqu'en 2011).
En 2015, le groupe UMP est renommé groupe « Les Républicains », suivant le changement de nom du parti.

## Identité visuelle

Logo avant 2015.
Logo du groupe jusqu'en 2020.
Logo depuis 2020

## Organisation

### Présidents
| Portrait | Nom                | Dates du mandat  | Dates du mandat   | Notes |
| -------- | ------------------ | ---------------- | ----------------- | --- |
|          | Josselin de Rohan  | 10 décembre 2002 | 15 janvier 2008   | Sénateur du Morbihan, il est président du groupe RPR au Sénat de 1993 à 2002. Lors de la création de l'UMP qui remplace le RPR, il conserve sa fonction de président de groupe. Il quitte cette fonction en 2008 lorsqu'il devient président de la commission des Affaires étrangères, de la Défense et des Forces armées du Sénat. |
|          | Henri de Raincourt | 15 janvier 2008  | 6 juillet 2009    | Sénateur de l'Yonne, il est vice-président du groupe UMP de 2002 à 2008 avant d'en devenir président en 2008. Il quitte cette fonction en 2009 lorsqu'il est nommé ministre délégué aux Relations avec le Parlement au sein du gouvernement Fillon II.                                                                              |
|          | Gérard Longuet     | 7 juillet 2009   | 7 mars 2011       | Sénateur de la Meuse, il est élu président du groupe en 2009. Il quitte cette fonction en 2011 lorsqu'il est nommé ministre de la Défense et des Anciens combattants au sein du gouvernement Fillon III. |
|          | Jean-Claude Gaudin | 8 mars 2011      | 30 septembre 2014 | Sénateur des Bouches-du-Rhône, il est élu président du groupe en 2011. Il quitte cette fonction en 2014 lorsqu'il devient premier vice-président du Sénat. |
|          | Bruno Retailleau   | 7 octobre 2014   | 30 septembre 2024 | Sénateur de la Vendée, il est élu président du groupe en 2014 puis réélu en 2017, 2020 et 2023. En 2015, le groupe UMP devient groupe LR à la suite du changement de nom du parti. Il quitte la fonction en 2024 lorsqu'il est nommé ministre de l'Intérieur dans le gouvernement Barnier.                                          |
|          | Mathieu Darnaud    | 1er octobre 2024 | en fonction       | Sénateur de l'Ardèche, premier vice-président du Sénat au moment de son élection en remplacement de Bruno Retailleau. |

### Secrétaires généraux
- 1983-1992 : Jean-François Probst (groupe RPR)
- 2002-2014 : Alain Sauret
- Depuis 2014 : Jean-François Dejean

## Effectifs et dénominations
| Année | Nom                               | Membres | App. | Ratt. | Total | Évolution | %     |
| ----- | --------------------------------- | ------- | ---- | ----- | ----- | --------- | ----- |
| 2002  | Union pour un mouvement populaire |         |      |       | 168   | Nv.       | 52,34 |
| 2004  | Union pour un mouvement populaire | 145     | 5    | 6     | 156   | 12        | 47,13 |
| 2008  | Union pour un mouvement populaire | 137     | 4    | 10    | 151   | 5         | 44,02 |
| 2011  | Union pour un mouvement populaire | 120     | 1    | 11    | 132   | 19        | 37,93 |
| 2014  | Union pour un mouvement populaire | 126     | 4    | 13    | 143   | 11        | 41,09 |
| 2015  | Les Républicains                  | 126     | 4    | 13    | 143   | 11        | 41,09 |
| 2017  | Les Républicains                  | 129     | 6    | 11    | 146   | 3         | 41,95 |
| 2020  | Les Républicains                  | 121     | 14   | 13    | 148   | 2         | 42,53 |
| 2023  | Les Républicains                  | 100     | 20   | 13    | 133   | 15        | 38,22 |

## Composition actuelle

### Liste des membres
En octobre 2024, le groupe est composé des 130 sénateurs (98 membres, 21 apparentés et 11 rattachés) suivants :
| Département                      | Nom                        | Parti | Parti  |
| -------------------------------- | -------------------------- | ----- | ------ |
| Ain                              | Patrick Chaize             |       | LR     |
| Ain                              | Sylvie Goy-Chavent         |       | LR     |
| Aisne                            | Antoine Lefèvre            |       | DVD    |
| Aisne                            | Pascale Gruny              |       | LR     |
| Allier                           | Bruno Rojouan              |       | LR     |
| Alpes-Maritimes                  | Dominique Estrosi Sassone  |       | LR-NF  |
| Alpes-Maritimes                  | Henri Leroy                |       | LR     |
| Alpes-Maritimes                  | Alexandra Borchio-Fontimp  |       | LR     |
| Alpes-Maritimes                  | Philippe Tabarot           |       | LR     |
| Alpes-Maritimes                  | Patricia Demas             |       | LR     |
| Ardèche                          | Mathieu Darnaud            |       | LR     |
| Ardèche                          | Anne Ventalon              |       | LR     |
| Ardennes                         | Else Joseph                |       | LR-OLF |
| Aveyron                          | Jean-Claude Anglars        |       | LR     |
| Bouches-du-Rhône                 | Valérie Boyer              |       | LR-OLF |
| Bouches-du-Rhône                 | Stéphane Le Rudulier       |       | LR     |
| Calvados                         | Pascal Allizard            |       | LR     |
| Cantal                           | Stéphane Sautarel          |       | LR     |
| Charente-Maritime                | Daniel Laurent             |       | LR     |
| Charente-Maritime                | Corinne Imbert             |       | LR     |
| Cher                             | Rémy Pointereau            |       | LR     |
| Cher                             | Marie-Pierre Richer        |       | LR     |
| Corrèze                          | Claude Nougein             |       | LR     |
| Corse-du-Sud                     | Jean-Jacques Panunzi       |       | LR     |
| Côte-d'Or                        | Alain Houpert              |       | LR     |
| Côtes-d'Armor                    | Alain Cadec                |       | LR-NF  |
| Doubs                            | Jacques Grosperrin         |       | LR     |
| Drôme                            | Gilbert Bouchet            |       | LR     |
| Eure                             | Kristina Pluchet           |       | LR     |
| Eure-et-Loir                     | Albéric de Montgolfier     |       | LR     |
| Eure-et-Loir                     | Chantal Deseyne            |       | LR     |
| Eure-et-Loir                     | Daniel Guéret              |       | LR     |
| Finistère                        | Philippe Paul              |       | LR     |
| Gard                             | Vivette Lopez              |       | LR     |
| Gard                             | Laurent Burgoa             |       | LR     |
| Haute-Garonne                    | Alain Chatillon            |       | LR     |
| Haute-Garonne                    | Brigitte Micouleau         |       | LR     |
| Gironde                          | Florence Lassarade         |       | LR     |
| Ille-et-Vilaine                  | Dominique de Legge         |       | LR     |
| Indre                            | Frédérique Gerbaud         |       | LR     |
| Indre                            | Nadine Bellurot            |       | LR     |
| Indre-et-Loire                   | Jean-Gérard Paumier        |       | LR     |
| Isère                            | Michel Savin               |       | LR     |
| Isère                            | Frédérique Puissat         |       | LR     |
| Isère                            | Damien Michallet           |       | LR     |
| Jura                             | Clément Pernot             |       | LR     |
| Loire                            | Hervé Reynaud              |       | LR     |
| Haute-Loire                      | Laurent Duplomb            |       | LR     |
| Loiret                           | Pauline Martin             |       | LR     |
| Loiret                           | Hugues Saury               |       | LR     |
| Lot-et-Garonne                   | Christine Bonfanti-Dossat  |       | LR     |
| Maine-et-Loire                   | Stéphane Piednoir          |       | LR     |
| Manche                           | Béatrice Gosselin          |       | LR     |
| Manche                           | Philippe Bas               |       | LR     |
| Marne                            | Christian Bruyen           |       | DVD    |
| Haute-Marne                      | Bruno Sido                 |       | LR     |
| Haute-Marne                      | Anne-Marie Nédélec         |       | DVD    |
| Mayenne                          | Guillaume Chevrollier      |       | LR     |
| Meurthe-et-Moselle               | Jean-François Husson       |       | DVD    |
| Morbihan                         | Muriel Jourda              |       | LR-NÉ  |
| Moselle                          | Catherine Belrhiti         |       | LR     |
| Moselle                          | Khalifé Khalifé            |       | DVD    |
| Nord                             | Marc-Philippe Daubresse    |       | LR     |
| Oise                             | Olivier Paccaud            |       | LR     |
| Oise                             | Sylvie Valente-Le Hir      |       | DVD    |
| Paris                            | Francis Szpiner            |       | LR     |
| Paris                            | Catherine Dumas            |       | LR     |
| Paris                            | Jean-Baptiste Olivier      |       | LR     |
| Paris                            | Agnès Evren                |       | LR     |
| Pas-de-Calais                    | Jean-François Rapin        |       | LR-NF  |
| Puy-de-Dôme                      | Jean-Marc Boyer            |       | LR     |
| Pyrénées-Atlantiques             | Max Brisson                |       | LR     |
| Pyrénées-Orientales              | Lauriane Josende           |       | LR     |
| Pyrénées-Orientales              | Jean Sol                   |       | LR     |
| Bas-Rhin                         | André Reichardt            |       | LR     |
| Bas-Rhin                         | Laurence Muller-Bronn      |       | LR     |
| Bas-Rhin                         | Elsa Schalck               |       | LR     |
| Haut-Rhin                        | Christian Klinger          |       | LR     |
| Haut-Rhin                        | Sabine Drexler             |       | DVD    |
| Rhône                            | Paul Vidal                 |       | LR     |
| Rhône                            | Catherine Di Folco         |       | LR     |
| Rhône                            | Étienne Blanc              |       | LR-NÉ  |
| Haute-Saône                      | Alain Joyandet             |       | LR     |
| Haute-Saône                      | Olivier Rietmann           |       | LR-NF  |
| Saône-et-Loire                   | Marie Mercier              |       | LR     |
| Saône-et-Loire                   | Fabien Genet               |       | LR     |
| Sarthe                           | Louis-Jean de Nicolaÿ      |       | LR     |
| Sarthe                           | Jean-Pierre Vogel          |       | LR     |
| Savoie                           | Martine Berthet            |       | LR     |
| Savoie                           | Cédric Vial                |       | LR     |
| Haute-Savoie                     | Sylviane Noël              |       | LR     |
| Seine-Maritime                   | Virginie Lucot Avril       |       | LR     |
| Seine-et-Marne                   | Anne Chain-Larché          |       | LR     |
| Seine-et-Marne                   | Pierre Cuypers             |       | LR     |
| Deux-Sèvres                      | Philippe Mouiller          |       | LR     |
| Deux-Sèvres                      | Gilbert Favreau            |       | LR     |
| Somme                            | Laurent Somon              |       | LR     |
| Tarn-et-Garonne                  | François Bonhomme          |       | LR     |
| Var                              | Michel Bonnus              |       | LR     |
| Var                              | Françoise Dumont           |       | LR     |
| Var                              | Jean Bacci                 |       | LR     |
| Vaucluse                         | Alain Milon                |       | LR     |
| Vaucluse                         | Jean-Baptiste Blanc        |       | LR     |
| Vendée                           | Brigitte Hybert            |       | DVD    |
| Vendée                           | Didier Mandelli            |       | LR     |
| Vienne                           | Bruno Belin                |       | LR     |
| Vienne                           | Marie-Jeanne Bellamy       |       | DVD    |
| Vosges                           | Daniel Gremillet           |       | LR     |
| Yvelines                         | Gérard Larcher             |       | LR     |
| Yvelines                         | Éric Dumoulin              |       | DVD    |
| Yvelines                         | Marta de Cidrac            |       | LR     |
| Territoire de Belfort            | Cédric Perrin              |       | LR     |
| Essonne                          | Jean-Raymond Hugonet       |       | DVD    |
| Hauts-de-Seine                   | Roger Karoutchi            |       | LR     |
| Hauts-de-Seine                   | Christine Lavarde          |       | DVD    |
| Hauts-de-Seine                   | Marie-Do Aeschlimann       |       | LR     |
| Seine-Saint-Denis                | Thierry Meignen            |       | LR     |
| Val-de-Marne                     | Christian Cambon           |       | LR     |
| Val-de-Marne                     | Marie-Carole Ciuntu        |       | LR     |
| Val-d'Oise                       | Arnaud Bazin               |       | LR     |
| Val-d'Oise                       | Jacqueline Eustache-Brinio |       | LR     |
| La Réunion                       | Viviane Malet              |       | LR     |
| Saint-Barthélemy                 | Micheline Jacques          |       | LR     |
| Saint-Martin                     | Annick Petrus              |       | LR-RSM |
| Nouvelle-Calédonie               | Georges Naturel            |       | R-LR   |
| Français de l'étranger (série 1) | Ronan Le Gleut             |       | LR     |
| Français de l'étranger (série 1) | Jean-Luc Ruelle            |       | ASFE   |
| Français de l'étranger (série 1) | Évelyne Renaud-Garabedian  |       | ASFE   |
| Français de l'étranger (série 2) | Christophe-André Frassa    |       | LR     |

### Répartition partisane
| Parti | Parti                                                            | Nombre |
| ----- | ---------------------------------------------------------------- | ------ |
|       | Les Républicains                                                 | 120    |
|       | Les Républicains - Soyons libres                                 | 6      |
|       | Les Républicains - Oser la France                                | 4      |
|       | Les Républicains - Nous France                                   | 4      |
|       | Les Républicains - Alliance solidaire des Français de l'étranger | 3      |
|       | Les Républicains - Rassemblement saint-martinois                 | 1      |
|       | Les Républicains - Saint-Barth d’abord                           | 1      |
|       | Le Rassemblement-Les Républicains                                | 1      |
|       | Divers droite                                                    | 4      |

## Détournements de fonds publics
En mai 2014, le journal Le Parisien révèle que le parquet de Paris a ouvert une information judiciaire sur des faits de possibles détournements de fonds publics de 400 000 euros ponctionnés dans les caisses du Sénat au profit de plusieurs sénateurs UMP, dont Jean-Claude Carle, trésorier du groupe.
En mars 2017, Le Journal du dimanche indique que le groupe UMP au Sénat aurait entre 2002 et 2014 organisé une comptabilité occulte qui permettait à certains élus de détourner pour eux-mêmes de l'argent normalement destiné à rémunérer leurs assistants parlementaires[réf. souhaitée]. Selon Michel Talgorn, ancien collaborateur du groupe UMP mis en examen, une quarantaine de sénateurs auraient collaboré à ce système. Cette pratique était surnommée « les chocolats du Sénat ».